# Cud z Calandy

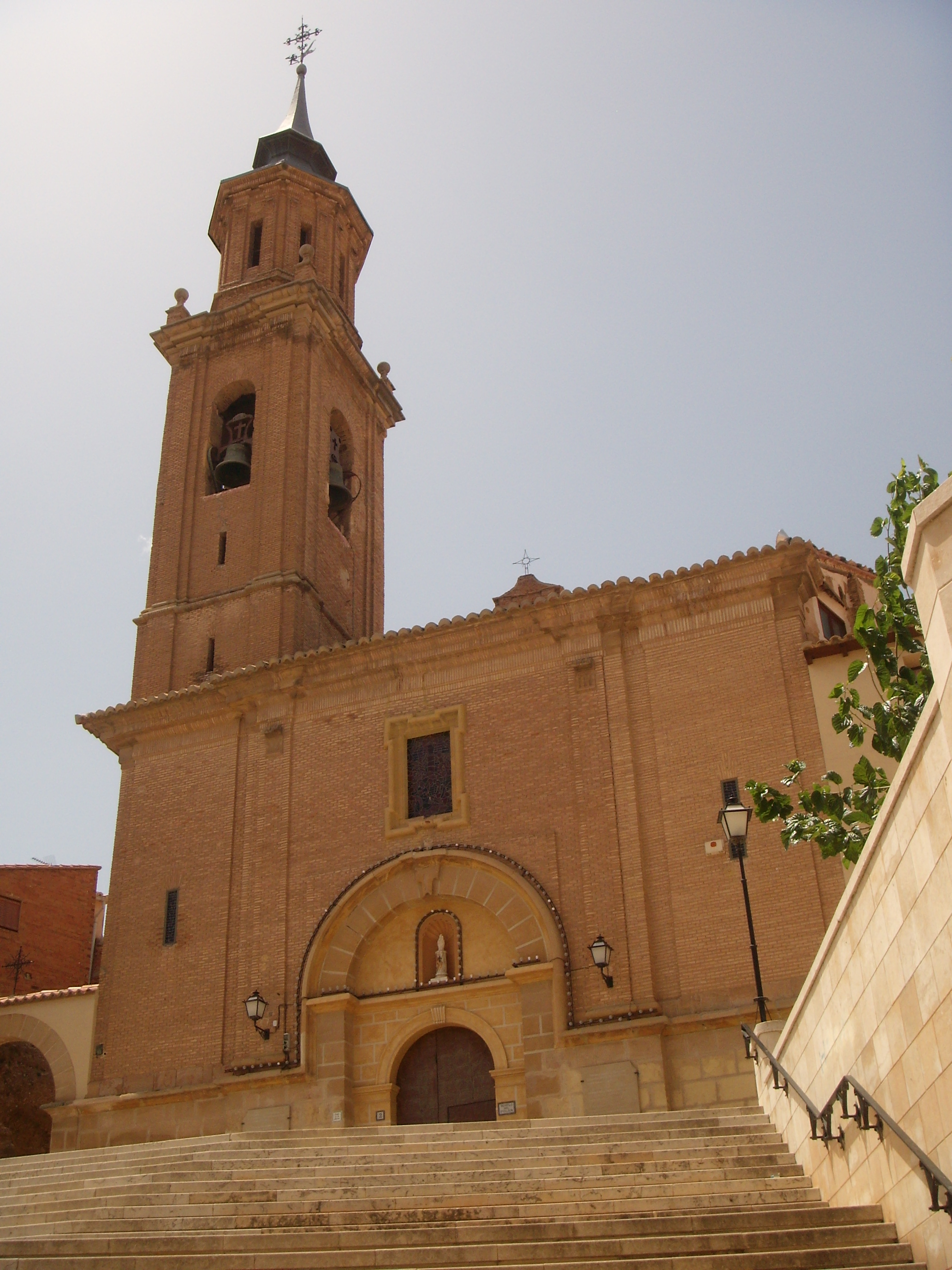
Kościół pw. Matki Bożej z Pilar w Calandzie, zbudowany w miejscu domu Miguela Pellicera

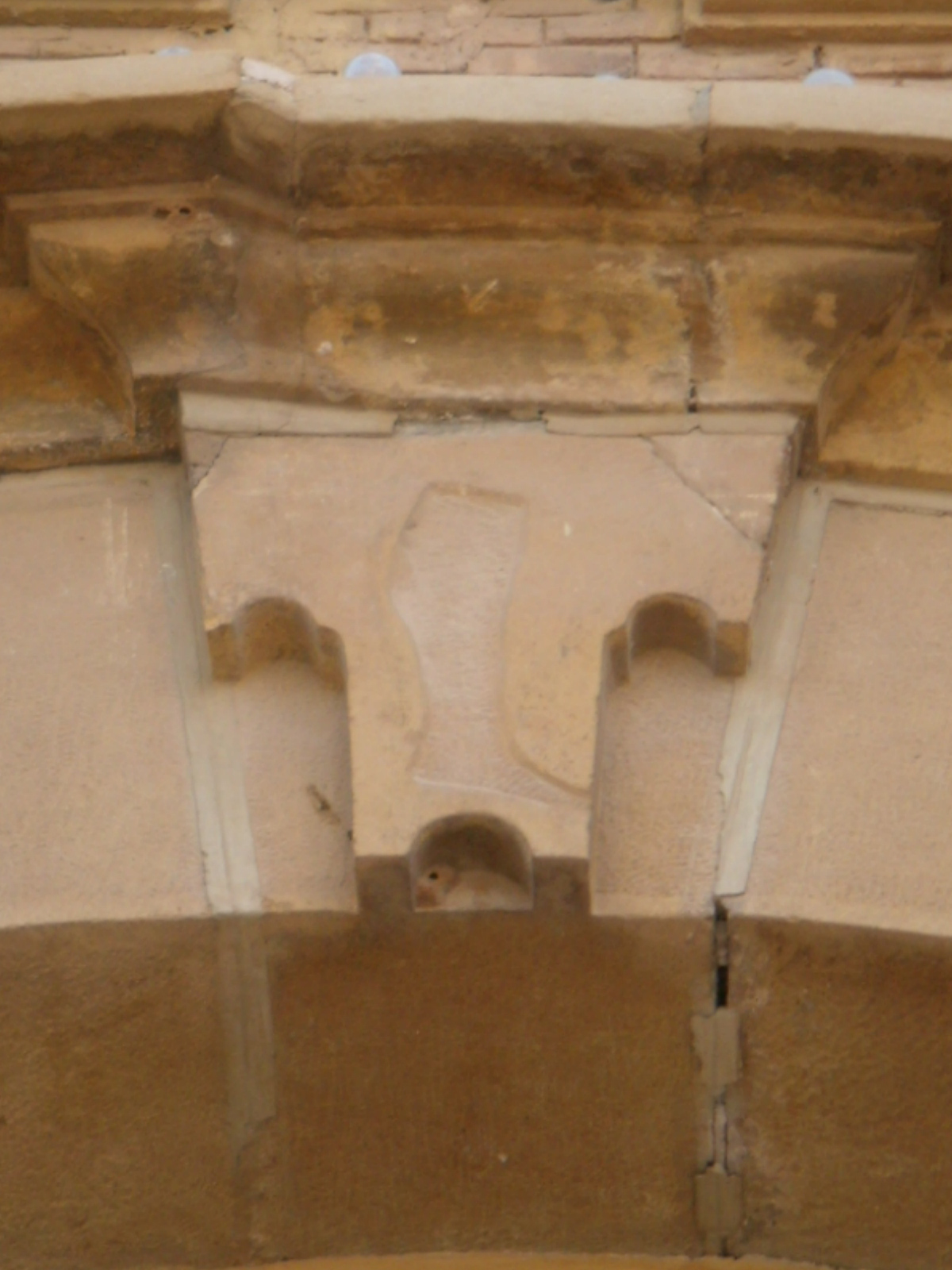
Wyobrażenie nogi Miguela Pellicera na portalu kościoła pw. Matki Bożej z Pilar w Calandzie

Cud z Calandy – cud, który miał się wydarzyć w Calandzie w Hiszpanii 29 marca 1640 roku – młodemu rolnikowi, Miguelowi Pellicerowi, miała zostać przywrócona noga, która dwa i pół roku wcześniej została mu amputowana. Zostało to oficjalnie uznane za cud przez arcybiskupa Saragossy Pedro Apaolazę Ramíreza po procesie przed sądem arcybiskupim, zakończonym 27 kwietnia 1641 roku. Całe zdarzenie zostało udokumentowane, począwszy od aktu notarialnego spisanego trzy dni po cudzie, a skończywszy na aktach procesowych, w tym zeznaniach świadków. 
Uznano, że cud dokonał się za wstawiennictwem Matki Bożej z Pilar.

## Przed cudem
Miguel Pellicer, ochrzczony 25 marca 1617, był synem Miguela Pellicera Maya i Maríi Blasco. W wieku lat 19 udał się ze swym wujem, Jaime Blasco, do pracy w Castellón. W wyniku wypadku został ranny w prawą nogę. Początkowo znajdował się w szpitalu w Walencji, potem w Saragossie. Tam w październiku 1637 roku zdecydowano o amputacji nogi. Operacji według dokumentów z procesu dokonał chirurg Juan de Estanga przy współpracy chirurgów M. Beltrána i D. Millaruelo. Noga została amputowana cztery palce poniżej kolana. 
Po rekonwalescencji Pellicer został w Saragossie. Utrzymywał się z dorywczych prac, a przede wszystkim z jałmużny, zbieranej przed kościołem Matki Bożej z Pilar, do której żywił szczególne nabożeństwo. Jako kalekę posługującego się drewnianą protezą znało go wielu mieszkańców Saragossy. 
W marcu 1640 roku powrócił do rodzinnej miejscowości.

## Przebieg cudu
29 marca 1640 roku wieczorem Miguel Pellicer przebywał w domu rodziców. W obecności rodziny i sąsiadów odpiął protezę i położył się spać na prowizorycznym posłaniu w izbie rodziców (jego łóżko było zajęte przez korzystających z prawa noclegu przejeżdżających żołnierzy). Po pewnym czasie rodzice ujrzeli, że syn ma obie nogi. Prawa noga była taka jak przed wypadkiem, łącznie z bliznami po doznanych niegdyś urazach. Miguel Pellicer stwierdził, że śniło mu się, iż przebywa w kaplicy Matki Boskiej w Saragossie i smaruje nogę olejem pozostałym z palących się tam lamp, podobnie jak to czynił w czasie swojej rekonwalescencji. 

## Dalsze wydarzenia
Wieść o cudzie szybko się rozeszła po okolicy. Następnego dnia wikariusz miejscowej parafii, Jusepe Herrero, odprawił mszę dziękczynną, w czasie której Miguel Pellicer wyspowiadał się i przyjął komunię świętą. 
2 kwietnia 1640 roku Miguel Andreu, notariusz z Mazaleón, spisał akt notarialny opisujący całe zdarzenie. Oryginał tego aktu zachowany jest w archiwum ratusza w Saragossie.
25 kwietnia Miguel Pellicer i jego rodzice udali się do Saragossy, by podziękować za cudowne uzdrowienie Matce Bożej z Pilar. Gdy informacja o potencjalnym cudzie dotarła do władz Saragossy, rada miasta na posiedzeniu z 8 maja postanowiła zwrócić się do arcybiskupa o zbadanie tej kwestii. 
Proces przed sądem arcybiskupim rozpoczął się 5 lipca 1640 roku. Wiadomość o cudzie stała się w tym czasie znana w całej Hiszpanii (wzmiankowali o nim m.in. José Pellicer de Ossau Salas y Tovar oraz Tomás Tamayo de Vargas). W czasie procesu kapituła katedry w Saragossie ustanowiła fundusz na wsparcie finansowe Miguela Pellicera i jego rodziny. 
Werdykt uznający cud, po świadectwie 25 osób, został wydany 27 kwietnia 1641 roku.

## Inne wytłumaczenie
Brian Dunning pisze, że nie istnieje dokumentacja ani zeznania świadków potwierdzające, że noga była kiedykolwiek amputowana. Prezentuje on realistyczne wyjaśnienie "Cudu": Noga Pellicera nie została zaatakowana przez martwicę (łac. gangraena) w trakcie pięciu dni pobytu w szpitalu w Walencji. Spędził następnie 50 dni na rekonwalescencji, w czasie której nie był zdolny do pracy. Zajął się żebractwem i stwierdził, że złamana noga jest w tym pomocna. Po wyleczeniu chorej nogi zdecydował, że skoro złamana noga ułatwiała żebranie, to brak nogi będzie jeszcze bardziej korzystny. W drodze do Saragossy przywiązał podudzie do uda (noga zgięta w kolanie) i przez dwa lata odgrywał jednonogiego żebraka. Później, z powrotem w domu rodziców w Calandzie, w czasie snu jego tajemnica została odkryta. Aby zachować twarz (a możliwe, że i życie), Pellicer okrzyknął cud.
Dunning twierdzi, że nie ma dowodu, że noga kiedykolwiek była amputowana, ani że była w ogóle leczona. Zaznacza, że Pellicer wymienił trzech lekarzy, ale nie ma żadnego zapisu o przesłuchaniu ich przez kogokolwiek. Stoi to w sprzeczności z XVII w. dokumentacją procesu kościelnego o uznanie cudu, w której są przytoczone zeznania wymienionych medyków.